# Боа (Приморски Шарант)
Боа (фр. Bois) насеље је и општина у западној Француској у региону Поату-Шарант, у департману Приморски Шарант која припада префектури Жонзак.
По подацима из 2011. године у општини је живело 548 становника, а густина насељености је износила 25,95 становника/km². Општина се простире на површини од 21,12 km². Налази се на средњој надморској висини од 34 m метара (максималној 59 m, а минималној 29 m m).

## Демографија
| 1962. | 1968. | 1975. | 1982. | 1990. | 1999. | 2011. |
| ----- | ----- | ----- | ----- | ----- | ----- | ----- |
| 472   | 473   | 459   | 456   | 427   | 428   | 548   |

График промене броја становника у току последњих година